# انچورنا، سان لوئیس
انچورنا، سان لوئیس (به اسپانیایی: Anchorena, San Luis) یک منطقهٔ مسکونی در آرژانتین است که در ایالت سان لوئیز واقع شده‌است.